# 1942 – Paranormal War
1942 – Paranormal War (Originaltitel: 1942) ist ein singhalesischer Kriegsfilm des Regisseurs Kelvin Tong aus dem Jahr 2005. Erstmals veröffentlicht wurde der Film 2005 in Singapur. In Deutschland erschien die DVD und Blu-ray am 8. August 2014.

## Produktion
Der Film wurde von Sock Leng Ling produziert.